# Unterseeboot U-109 (1917)
Pour les autres navires du même nom, voir Unterseeboot 109.
L'Unterseeboot U-109 est un sous-marin de type U 93 de la marine impériale allemande pendant la Première Guerre mondiale. Il a pris part à la Première bataille de l'Atlantique.
Le contrat de construction a été attribué le 5 mai 1916 à la Germaniawerft à Kiel. Sous-marin de type U 93, l'U-109 a été mis à l’eau le 25 septembre 1917 et mis en service le 7 novembre. Il était sous le commandement d’Otto Ney. Le 28 janvier 1918, il est coulé dans la Manche, possiblement par une mine, alors qu’il plonge pour éviter les navires de la patrouille de Douvres et particulièrement le drifter H.M. Beryl III. Il n’a coulé aucun navire,.

## Conception
Les sous-marins de type U 93 ont été précédés par les sous-marins de type U 87, plus courts. L'U-109 avait un déplacement de 798 tonnes en surface et 1000 tonnes en immersion. Il avait une longueur hors tout de 71,55 m, et 56,05 m pour la coque sous pression, un maître-bau de 6,30 m, une hauteur de 8,25 m et un tirant d'eau de 3,90 m. Le sous-marin était propulsé par deux moteurs de 2400 ch (1800 kW) en surface et par deux moteurs de 1200 ch (880 kW) en immersion. Il avait deux arbres d'hélice et deux hélices de 1,70 m de diamètre. Il était capable de fonctionner jusqu’à 50 mètres.
La vitesse maximale du sous-marin était de 16,4 nœuds (30,4 km/h) en surface et de 8,4 nœuds (15,6 km/h) en immersion. Il pouvait parcourir 9280 milles marins (17190 km) à 8 nœuds (15 km/h) en surface et 50 milles marins (93 km) à 5 nœuds (9,3 km/h) en immersion. L'U-109 était armé de six tubes lance-torpilles de 50 centimètres, quatre à l’avant et deux à l’arrière, de douze à seize torpilles, d’un canon de pont de 10,5 cm SK L/45 et d’un autre de 8,8 cm SK L/30. Il avait un équipage de trente-six hommes : trente-deux matelots et quatre officiers.

## Affectations
- Flottille IV : du 24 au 26 janvier 1918.

## Commandants
- Kapitänleutnant Otto Ney[6] : du 7 novembre 1917 au 26 janvier 1918.